# دونكان ماكنتاير
دونكان ماكنتاير (بالإنجليزية: Duncan McIntyre)‏ هو مستكشف أسترالي، ولد في 1831، وتوفي في 1866.